# Entrecot
Un entrecot és un tros de carn que procedeix de les costelles desossades. Normalment es fa servir per referir-se a carn de boví i es pot distingir entre l'entrecot alt, més ample i a vegades amb greix infiltrat i el baix, més sec i amb greix a un costat.
Els entrecots solen tenir una grossària d'1,5 centímetres aproximadament i és habitual cuinar-los a la brasa abans d'ésser consumits.